# Scotogramma ptilodonta
Scotogramma ptilodonta là một loài bướm đêm trong họ Noctuidae.